# Шавров, Александр Николаевич
Александр Николаевич Шавров (12 (23) ноября 1799 — 1854) — российский педагог; протоиерей Русской православной церкви, законоучитель Первого Московского кадетского корпуса.

## Биография
Образование получил сначала в Костромской духовной семинарии, а затем в Московской духовной академии, по окончании которой возвратился в Кострому и здесь был возведён в сан священника.
В 1824 году Александр Николаевич Шавров был назначен законоучителем Первого Московского кадетского корпуса, обязанности которого исполнял на протяжении тридцати лет, до самой своей смерти.
Известный в исторической литературе архимандрит Леонид Кавелин оставил об отце Александре воспоминания, в которых говорит: «И здесь (в 1-м Московском кадетском корпусе) я был столько счастлив, что встретил священника, имя которого произносится с глубоким уважением и признательностью всеми, кто имел счастье быть его воспитанником, как законоучителя, и духовным сыном, как духовника. Это о. Александр Николаевич Шавров. Его ученость была не та сухая педантическая ученость, которая, подобно луне, лишь светит, а не согревает, но та христианская ученость, которая убеждает и трогает силой присущей ей теплой веры, которая согревает сердца слушателей теплотой оживляющего её чувства; его слово почерпало силу не в одних „препретельных человеческия мудрости словесах“, но в словесах Того, Кто есть самосущая истина и жизнь, и потому это было слово живое и оживляющее — слово со властью. Такой ученостью и словом навсегда останется памятен о. Александр своим воспитанникам. Уроков его мы ждали, как голодные — пищи, жаждущие — питья: они были именно живым потоком, лившим обильно свои струи из Богоглаголивых уст служителя Христова»…
Кавелин также отмечал, что и вне классов и церкви, каждую, по-видимому, случайную встречу с кем-либо из своих воспитанников отец Александр умел «обратить в их духовную пользу», а основной чертой характера Шаврова была «сердечная прямота и откровенность».
Александр Николаевич Шавров скончался в 1854 году в городе Москве.
- Ястребцов Е. Шавров, Александр Николаевич // Русский биографический словарь : в 25 томах. — СПб.—М., 1896—1918.
  - Лалаев М. С. «Исторический очерк образования и развития 1-го Московского кадетского корпуса 1778—1878 гг.». СПб. 1878 г. стр. 81—86.